# George H. Pendleton
George H. Pendleton (Cincinnati, 1825. július 19. – Brüsszel, 1889. november 24.) az Amerikai Egyesült Államok szenátora (Ohio, 1879–1885).

## Megjelenése a populáris kultúrában
Alakja megjelenik a 2012-ben bemutatott Lincoln című filmdrámában, ahol Peter McRobbie formálja meg.